# 小行星10183
小行星10183（10183 Ampère）是一颗绕太阳运转的小行星，为主小行星带小行星。该小行星于1996年4月15日发现。

## 轨道参数
小行星10183的轨道半长轴为2.2639437 UA，离心率为0.139。